# Asylsagen
 Denne artikel omhandler overvejende eller alene danske forhold. Hjælp gerne med at gøre artiklen mere almen.
Asylsagen er navnet på den politiske sag, der startede med en politisk debat om afviste asylsøgere, der i årevis havde siddet i danske asylcentre. Den tog fart i starten af 2007, da bl.a. Venstres Birthe Rønn Hornbech gik imod partilinjen med et ønske om, at de skulle kunne arbejde. Dagen før valgkampen, i oktober 2007, lovede statsminister Anders Fogh Rasmussen en løsning, som et bredt flertal kunne stå bag. Statsministeren ville lade nogle børnefamilier flytte uden for centrene. Men efter valget lavede Birthe Rønn Hornbech, som integrationsminister en snæver aftale med Dansk Folkeparti (DF). Det fik løsgænger Pia Christmas-Møller til at komme med sit eget forslag, som fik opbakning fra et flertal uden om regeringen. Men kort før afstemningen aftalte Ny Alliance i stedet med regeringen og DF at gå i gang med nye forhandlinger. Dette fik flere af partiets medlemmer til at forlade partiet. Som en udløber af sagen truede Lars Emil Johansen 12. februar 2008 med at trække Grønlands repræsentanter i Folketinget ud efter, at DF havde kritiseret dem for at være med i et flertal mod regeringen og DF, før Ny Alliance ændrede deres standpunkt. 
Sagen startede med rapporter om, at børn af afviste asylansøgere, specielt irakere, fik psykiske skader af at bo i asylcentrene i længere tid.  Regeringen og specielt Venstre afviste i første omgang at der var et problem, men efter pres fra flere sider, også internt i partiet, meddelte Indenrigsministeriet 23. oktober 2007, at asylansøgere med børn kunne bosætte sig uden for asylcentrene.  Dagen efter denne meddelelse udskrev statsminister Anders Fogh Rasmussen folketingsvalg til afholdelse 13. november 2007 og asylsagen blev en del af valgkampen.
Under valgkampen gjorde specielt Naser Khader, stifteren og lederen af det nye parti Ny Alliance, sig til talsmand for de afviste asylansøgeres sag.
16. januar 2008 indgik regeringen og DF en aftale hvor afviste asylansøgere med børn kunne flytte ud af asylcentrene efter 3-4 år. Institut for Folkesundhedsvidenskab påviste dog at børnene allerede efter et år viste tegn på psykiske skader. Dette fik oppositionen til at kræve en ændring i den netop indgåede aftale.  Pia Christmas-Møller, der 5. december 2007 var udtrådt af de konservatives folketingsgruppe,  lavede derfor et nyt forslag, som fik opbakning fra oppositionen og de grønlandske mandater og bragte dermed regeringen og DF i mindretal i sagen.  23. januar, dagen inden afstemningen, lavede regeringen og DF en aftale med Ny Alliance, der betød at flertallet mod asylaftalen forsvandt.  Denne politiske vending fik først den ene af stifterne og folketingsmedlem, Gitte Seeberg, til at forlade Ny Alliance 29. januar  og 5.februar fulgte et andet folketingsmedlem Malou Aamund efter og meldte sig samtidig ind i Venstre. 